# ГАЭС Поромбка-Жар
ГАЭС Поромбка-Жар — гидроаккумулирующая электростанция на юге Польши в Силезском воеводстве.
Станцию, расположенную на юго-восток от Бельско-Бяла на реке Сола (правый приток Вислы, которая течёт из Карпатских гор), начали строить в 1971 году, а ввод в эксплуатацию пришёлся на 1979 год. В качестве нижнего резервуара используется водохранилище Miedzybrodzkie, созданное на Соле в результате возведения плотины у села Порабка. Верхний резервуар представляет собой искусственный водоём Zar, размещённый на высотах правого берега Солы. Заполнение водоёма происходит в течение 5,5 часов при работе станции в насосном режиме с мощностью 540 МВт, и этого хватает для 4 часов работы в турбинном режиме с мощностью 500 МВт.
Основное оборудование ГАЭС составляют четыре однотипные обратимые турбины типа Френсис. Эффективность гидроаккумулирующего цикла 75 %.